# 章乐韵
章乐韵（1995年10月4日—），中国大陆女性演员，现经纪公司为唐人影视。2015年，其出演深圳大学2015年度招生宣传片《梦，开始的地方》的女主角，由此被网民称为“国民女神”。2016年，其正式签约唐人影视，并在演艺圈发展至今。

## 生平

### 早年
1995年，章乐韵出生于中国广东省深圳市。小学二年级时，其被招入就读学校的舞蹈队，自此开始学习舞蹈；其擅长的舞蹈类型包含古典舞蹈及民间舞蹈。2013年，章乐韵以舞蹈特长生的身份考入深圳大学师范学院舞蹈编导专业（现深圳大学艺术学部音乐舞蹈学院），并加入该校的舞蹈团；此后，其于2014年8月2日随该团参与了新疆维吾尔自治区塔什库尔干塔吉克自治县成立60周年文艺晚会的演出。
2015年3月，章乐韵报名参加了深圳大学招生宣传片的演员招募活动，最终被选为该片的女主角。5月25日，深圳大学释出了该宣传片的预告片，而章乐韵亦随该片在网络上的走红而引发大量关注，被网民称为“国民女神”，惟其在接受《深圳晚报》采访时，指其对自己突然走红的情况感到“有点难以接受”。此后，其又在当年8月参与了由深圳大学学生自行集资拍摄的微电影《只言片语》。9月15日，其获得了2015深圳青年梦想征集大赛二等奖。

### 进入演艺圈
2016年9月30日，章乐韵正式与唐人影视签约，成为该司旗下艺人。11月，其与胡锦阳主演了《嘉人》杂志制作的微电影《城市珠宝故事·北京篇》。2017年春季，其以代班主持身份参演爱奇艺美食节目《吃光全宇宙》在日本熊本县及中国上海市、广州市的录影。同年，其参演了网络剧集《梦幻西游》的“胡淼淼”一角。
2018年7月，章乐韵参与了剧集《我的盖世英雄》的拍摄工作，在其中饰演“付萌萌”；该剧在2019年6月14日启播。2019年10-11月，其参与了腾讯视频第二届“超新星全运会”，并获得女子射箭项目的铜牌。12月14日，由其饰演“郑春华”一角的网络剧集《梦回》上线播映。

## 作品

### 电影
| 上映时间       | 名称               | 角色 | 参考及备注                         |
| -------------- | ------------------ | ---- | ---------------------------------- |
| 2015年6月15日  | 《梦，开始的地方》 | 乐韵 | 微电影；深圳大学2015年度招生宣传片 |
| 2016年11月10日 | 《城市珠宝故事》   |      | 微电影；北京篇                     |

### 剧集
| 首播年份 | 名称             | 角色          | 参考及备注         |
| -------- | ---------------- | ------------- | ------------------ |
| 2019年   | 《我的盖世英雄》 | 付萌萌        | [ 15 ]             |
| 2019年   | 《梦回》         | 郑春华        | [ 18 ]             |
| 2021年   | 《十二譚》       | 小桃          | 网络剧             |
| 2021年   | 《指尖少年》     | 胡淼淼/狐美人 | 网络剧，2017年拍攝 |
| 2023年   | 《春日暖阳》     | 童画          |                    |

## 参演节目

### 主持及常驻节目
| 制作公司 | 名称           | 参考及备注 |
| -------- | -------------- | ---------- |
| 爱奇艺   | 《吃光全宇宙》 | 代班       |

### 其他参演节目
| 播放时间            | 名称              | 播放平台 | 参考及备注 |
| ------------------- | ----------------- | -------- | ---------- |
| 2019年10月－11月2日 | 《超新星全运会2》 | 腾讯视频 | [ 16 ]     |